# Homer the Whopper
«Homer the Whopper» (рус. Гомер - громила) — премьерный эпизод двадцать первого сезона мультсериала «Симпсоны». Премьера эпизода в Соединённых Штатах состоялась 27 сентября 2009 года. В этом эпизоде Продавец Комиксов создаёт супергероя, назвав его Эвримен (Зауряд), сила которого заключается в том, что он может использовать силу других супергероев. Гомер становится исполнителем главной роли в фильме, снятом по мотивам комикса. Но для съёмок Гомеру необходимо набрать форму. Для этого киностудия нанимает фитнес-инструктора для знаменитостей, Лайла МакКарти, чтобы помочь Гомеру. Гомер набирает нужную форму, но когда Лайал покидает его, чтобы заняться другим клиентом, Гомер снова начинает переедать, что в конечном счёте приводит к провалу фильма.
Режиссёром эпизода стал Лэнс Кремер, сценарий к нему написали Сет Роган и Эван Голдберг. Этот эпизод планировался как рассказ о том, как в Голливуде снимают фильмы о супергероях.

## Сюжет
Барт и Милхаус убеждают Продавца Комиксов опубликовать комикс о супергерое Эвримене. Комикс мгновенно становится бестселлером и одна их голливудских студий берётся за его экранизацию. Продавец Комиксов соглашается продать права на экранизацию только при условии, что он сам сможет выбрать актёра на главную мужскую роль. Когда он видит Гомера, он находит его подходящим для этой роли, потому что хотел, чтобы Эвримена играл упитанный мужчина средних лет. Но, проведя опросы, руководство студии, взявшейся за экранизацию, решает, что Гомеру нужно похудеть, и нанимает для него фитнес-инструктора Лайла МакКарти. После месяца занятий Гомер приходит в форму и съёмки фильма начинаются.
Однако позже МакКарти бросает Гомера, потому что уходит к другому своему клиенту. Без своего инструктора Гомеру становится трудно сдерживаться и он снова набирает прежний вес. Он уже не влезает в свой костюм, и бюджет фильма приходится растягивать, из-за чего руководство студии беспокоится о том, что фильм провалится. В конечном счёте фильм проваливается, а руководство студии предлагает продавцу комиксов написать положительную рецензию об этом фильме, но тот отказывается.

## Производство

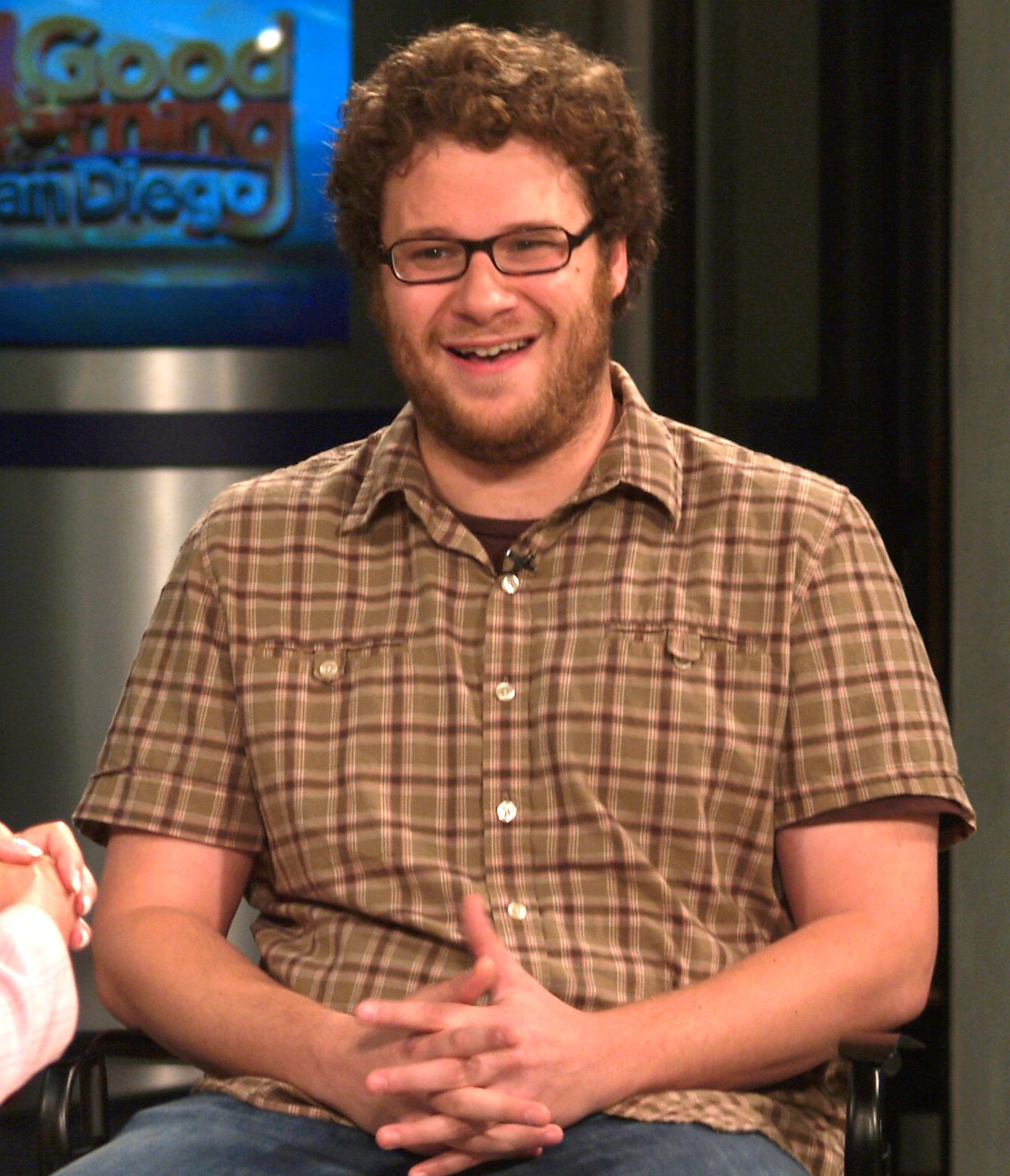
Сет Роген автор сценария эпизода и исполнитель роли Лайала МакКорти.

Сценарий к эпизоду был написан в августе 2008 года, и производство началось сразу же после этого. Один из сценаристов эпизода, Сет Роген, выступил также в роли приглашённой звезды. Он озвучил роль Лайала МакКорти.